# 沙波納鎮區 (伊利諾伊州迪卡爾布縣)
沙波納鎮區（英語：Shabbona Township）是位於美國伊利諾伊州迪卡爾布縣的一個行政鎮區。

## 地方資料
根據2010年美國人口普查的數據，沙波納鎮區的面積為91.10平方千米，當中陸地面積為89.90平方千米，而水域面積為1.50平方千米。當地共有人口7709人，而人口密度為每平方千米84.62人。